# Kupres
Kupres (v srbské cyrilici Купрес) je město v západní části Bosny a Hercegoviny. Administrativně je součástí Kantonu 10 ve Federaci BiH. Obec se rozkládá na severovýchodním okraji tzv. Kupreského pole (polje) v nadmořské výšce okolo 1100 m n. m. Obyvatelstvo obce je převážně chorvatské národnosti.
Podle údajů ze sčítání lidu z roku 2013 zde žije 2 883 obyvatel. Kupres je také správním centrem općiny Kupres, která zahrnuje okolní vesnice.
Významnou stavbou v obci je Bazilika svaté rodiny (chorvatsky Bazilika svete obitelji). V blízkosti města se nachází také lyžařské středisko. Historicky byl v Kupresu významný dřevozpracující průmysl, resp. výroba nábytku.